# Art School Confidential - I segreti della scuola d'arte
Art School Confidential - I segreti della scuola d'arte (Art School Confidential) è un film del 2006 diretto da Terry Zwigoff ed interpretato da Max Minghella, Sophia Myles, John Malkovich, Jim Broadbent, Matt Keeslar, Ethan Suplee, Joel Moore, Nick Swardson, Adam Scott e Anjelica Huston. È basato sull'omonimo fumetto di Daniel Clowes.
Il film è stato presentato in anteprima al Sundance Film Festival il 23 gennaio 2006 prima di essere distribuito nei cinema statunitensi il 5 maggio 2006.

## Trama
Jerome sogna di diventare un pittore di successo, ma emergere nella scuola d'arte è un'impresa ardua. Il ragazzo conquista ad ogni modo l'ammirazione di Audrey, figlia di un famoso artista. Quando però arriva un attraente pittore che gliela porta via lui architetta un piano per conquistarla e per conquistare anche la tanto cercata fama nella scuola.

## Produzione
Il film è stato girato con un budget di 5 milioni di dollari.
Il film è stato in parte girato presso l'Otis College of Art and Design di Los Angeles e al Pasadena City College di Pasadena, California. Il professor Gary Garaths della Otis Foundation ha lavorato come consulente del film.

## Accoglienza

### Botteghini
Il film ha incassato ai botteghini nel suo primo weekend di trasmissione 135.733 dollari e in totale nei soli Stati Uniti ha incassato 3.297.137 dollari. In totale il film ha incassato complessivamente in tutto il mondo 3.306.629 dollari.

### Critica
(Terry Zwigoff nel 2012)
Art School Confidential ha ricevuto feedback contrastanti dalla critica. L'aggregatore di recensioni Rotten Tomatoes riferisce che il 36% dei 138 critici cinematografici ha dato al film una recensione positiva, con una media di 5,45 su 10. Il consenso dei critici del sito dice: "La misantropia di Art School [Confidential] è troppo acida, i suoi obiettivi troppo piatto e cliché, e Clowes e Zwigoff inciampano quando cercano di costruire una storia attorno alla premessa." Metacritic, che assegna un punteggio medio ponderato di 100 alle recensioni dei critici mainstream, assegna al film un punteggio di 54 sulla base di 42 recensioni.

## Artwork nel film
Gran parte delle opere d'arte presenti nel film sono state prodotte da artisti visivi praticanti con carriere artistiche indipendenti dal film. I disegni figurativi e dipinti realizzati dal personaggio principale Jarome sono stati prodotti da Caitlin Mitchell-Dayton, una pittrice di Oakland, California e professore di lunga data al San Francisco Art Institute. Il lavoro del personaggio di Marvin Bushmiller è stato realizzato da Mark Mothersbaugh che oltre ad essere un musicista è un pittore con una lunga esperienza espositiva indipendente dal suo coinvolgimento con il film.  I dipinti realizzati da Jonah sono stati prodotti dall'artista e graphic novelist di Oakland Daniel Clowes, autore e artista responsabile del cortometraggio su cui si basa il film nonché autore della sceneggiatura del film e un co-produttore del film.

## Citazioni cinematografiche
- Il titolo del film è un rimando al film Operazione segreta (1958), intitolato in originale High School Confidential!.
- Audrey dice di essere stata chiamata così in onore del personaggio dei cartoni Little Audrey, apparso per la prima volta nel cortometraggio Butterscotch and Soda del 1948.
- Alla festa di Halloween la musica suonata è quella della serie TV I mostri.
- In camera di Jerome sono presenti i poster dei film Apocalypse Now e Le iene.